# Russi Taylor
Russell „Russi” Taylor (n. 4 mai 1944, Cambridge, Massachusetts, SUA – d. 26 iulie 2019, Glendale, California, SUA) a fost o actriță americană. 
Din 1986 a reprezentat vocea personajului Minnie Mouse, fiind cea mai longevivă voce a lui Minnie Mouse. De asemenea, ea a dat voce personajelor Martin Prince, Sherri, Terri și Üter din seria de desene animate Familia Simpson.